# Atletica leggera ai XVII Giochi del Mediterraneo - Eptathlon
Ai XVII Giochi del Mediterraneo, la competizione di eptathlon si è svolta il 29 giugno 2013.

## Finale
| Posizione | Atleta          | Nazionalità | 100m H | Salto in alto | Getto del peso | 200m  | Salto in lungo | Tiro del giavellotto | 800m    | Punti | Note |
| --------- | --------------- | ----------- | ------ | ------------- | -------------- | ----- | -------------- | -------------------- | ------- | ----- | ---- |
| Oro       | Yasmina Omrani  | Algeria     | 13.89  | 1.72          | 13.66          | 25.25 | 5.90           | 39.58                | 2:20.55 | 5802  |      |
| Argento   | Sofia Yfantidou | Grecia      | 14.20  | 1.66          | 13.16          | 26.52 | 5.65           | 54.37                | 2:20.50 | 5752  |      |
| Bronzo    | Serpil Koçak    | Turchia     | 14.44  | 1.60          | 11.98          | 25.55 | 5.87           | 35.17                | 2:35.75 | 5158  |      |
| 4         | Pinar Aday      | Turchia     | 14.53  | 1.75          | 9.07           | 27.49 | 5.75           | 29.04                | 2:23.46 | 4971  |      |